# 蔡襄墓
蔡襄墓，位于中国福建省仙游县枫亭镇锦桥岭，为一个省级文物保护单位，类型为古墓葬，为第一批福建省文物保护单位，公布时间为1961年5月10日。
蔡襄墓的历史年代为宋。